# Rußige Zeiten
Rußige Zeiten ist eine Fernsehserie für den Bayerischen Rundfunk. Im Jahr 1993 entstanden 13 Folgen, die erstmals im ARD-Vorabendprogramm gesendet und später im 3. Programm des BR mehrmals wiederholt wurden. Das Drehbuch schrieb Albert Sandner, Regie führte Michael Braun.

## Inhalt
Nach dem Tod des Kaminkehrermeisters Eduard Schlumberger macht sich der Geselle Theo Kowalski Hoffnungen, den Betrieb zu übernehmen. Doch die heimgekehrte Gabi, Tochter des Verstorbenen, hat den gleichen Beruf und erhält den Kehrbezirk zunächst auf Probe für ein Jahr.
Die Rivalität zwischen der neuen Chefin Gabi und dem Gesellen Theo nimmt zu, und beide greifen zu unfairen Tricks, den anderen auszustechen. Später mischt sich Gabis Verwandtschaft in den Streit ein.